# 학운동
학운동(鶴雲洞)은 광주광역시 동구에 위치한 행정동이다. 학운동은 무등산의 어귀에 위치해 있다. 증심천이 흐르고 있어 산수가 수려하며, 20개의 크고 작은 아파트와 4개의 자연마을(신림,성촌,동산,숙실), 그리고 일반주거지역으로 구성된 도농 복합지역이다. 아파트 거주인구가 전체 인구의 65%를 차지하고 있으며, 광주 시민의 휴식처인 증심사 계곡과 의재 허백련 선생이 작품 활동을 하였던 춘설원과 차밭이 있고, 무등산 등산로 주변에 많은 문화재가 산재되어 있어 하루 평균 4,000명의 등산객이 찾고 있다.

## 유래
학이 구름처럼 모여있다는 학운동은 무등산 천재단에서 중머리재, 세인봉, 운소봉으로 이어지는 산자락에 안겨 있는데, 옛날에는 증심사와 약사암 아랫골에 몇채의 집이 있었고 증심천 물로 농사짓는 한적한 산동네였다고 한다. 성촌, 신림, 동산, 무량, 숙실 등 몇 개의 자연마을이 있었으나 최적의 주택지로 이름이 나면서 고급주택과 아파트가 신축되어 지금은 3개의 자연마을만이 남아 있다. 구한말에는 지한면 주곡리와 미양리에 속해 있었고, 1914년 4월 1일 조선총독부의 행정구역 통폐합에 따라 지한면 운곡, 신림리는 운림리로 지한면 주곡, 미양리는 홍림리가 되어 자한면의 관할이 되었다.

## 연혁
- 1935년 10월 1일 광주읍이 광주부로 승격되면서 광주군은 광산군으로 바뀌고 지한면과 효천면이 병합되어 효지면이 되면서 광산군 효지면 관할이 되었다.
- 1955년 7월 1일 광주시역 확장때 효지면 15개리가 광주시로 편입되면서 운림동이 되었다.
- 1957년 122개 동을 51개 동으로 축소할 때 운림동은 학동 2구가 되었다.
- 1970년 6월 29일 학동에서 분리되어 현재부르고 있는 지금의 학운동이 되어 오늘에 이르고 있으며, 학운동은 법정동의 학동 일부 지역과 운림동을 관할하고 있다.

## 교육
- 광주학운초등학교
- 운림중학교

## 사건
- 2019년 12월 25일 : 운림동 야산에서 산불이 발생, 인명 피해는 없고 민가 등의 피해도 물론 없으며 산림 일부가 소실된 상태임.[3]